# 王如瓚
王如瓚（16世紀—16世紀），字子薦，號星岡，江西吉安府泰和縣南富人，明朝政治人物。

## 生平
王如瓚是嘉靖十六年（1537年）的舉人，獲授淮安同知，調任蘇州，曾在常熟、太倉協助抵擋倭寇，陞任工部郎中，外調廉州知府，省去徭役、剔除貪官、清理田地、修繕學宮，三個月後即致仕，離任前上疏裁抑放肆的採珠太監，府民思念他的德行，立碑紀念。他回鄉後家中冷清，衣服食物都如平民一樣，有《星岡別錄》、《讀史纂要》流傳。
兒子王一乾，隆慶五年進士，官至應天府府尹。

## 引用
1. 1 2  同治《泰和縣志·卷十七·列傳》：王如瓚，字子薦，南富人，嘉靖丁酉舉人，任淮安同知，尋改蘇州，先後攘卻倭寇功稱最，而解常熟之圍、奏大倉之捷尤其難者；進工部郎中，出守廉州，省徭役、剔姦蠹、清田丈、修學宮，民甚德之，歸後家具蕭然，敞廬數椽，服御飲食若布衣，所著有《星岡別錄》、《讀史纂要》。子一乾，隆慶五年進士，厯官浙江布政，終應天府尹，以清介著。 乾隆志
2. ↑  道光《廉州府志·卷十八·宦績》：王如瓚，號星岡，泰和人，嘉靖末以虞部郎中出守廉州，甫三月致仕，時採珠太監縱恣，特疏請裁抑，民攀留不得，碑鐫去思。 已上舊志